# Grand Prix Masters
A Grand Prix Master (GP Masters ou, simplesmente, GPM) foi uma categoria de fórmula disputada de 2005 a 2006. A categoria era apenas por ex-pilotos da Fórmula 1, todos correndo em carros idênticos e em igualdade de disputa. A categoria durou uma temporada oficial e foi encerrada em 2008.

## História
A GP Masters teve seus primeiros testes feitos em setembro de 2005, tendo sua primeira corrida ocorrido no dia 13 de novembro de 2005 em Kyalami, na África do Sul. Foi disputada a título de demonstração, sem valer pontos.
A corrida inicial teve 14 participantes, incluindo os campeões mundiais da Fórmula 1, como Emerson Fittipaldi e Nigel Mansell. Outro campeão, o australiano Alan Jones, seria o 15º piloto, mas decidiu não correr após sofrer com dores no pescoço durante os treinos, indo em seu lugar, o chileno Eliseo Salazar. A etapa foi vencida por Mansell, com Fittipaldi em segundo e Ricardo Patrese em terceiro.
A sua primeira temporada completa aconteceu em 2006, com cinco etapas confirmadas. Porém, ao longo da temporada, três das etapas foram canceladas por motivos diferentes, somente sendo disputadas duas etapas que sagraram Eddie Cheever como campeão.

## Conceito da Categoria
A GP Masters foi baseada em modelos de torneios sênior de golfe e ténis. Para competir, o piloto deve estar em conformidade com os seguintes parâmetros: 
- Ter se aposentado de todas as formas de corridas de fórmula;
- Ter completado duas temporadas completas na Fórmula 1;
- Ter se aposentado da Fórmula 1 à duas temporadas completas;
- Passar em um exame médico;
- Ter mais de 45 anos de idade em 1º de janeiro do ano da temporada que disputará (a idade foi diminuída para 40 anos em 2006).

## Carro

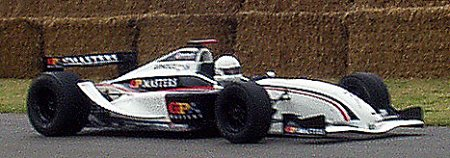
Um carro da GP Masters de 2005.

A GP Masters utilizava um único modelo de carro, que era construído pela britânica Delta Motorsport. O chassis era baseado no Reynard 2KI (utilizado pela CART em 2000), construído em fibra de carbono e kevlar. Esses carros não contavam com direção hidráulica, ABS ou controle de tração, além dos freios serem feitos de ferro (ao invés de carbono), para demonstrar a capacidade dos pilotos.
Os carros contavam com motores Nicholson McLaren-Cosworth XB 3.5 V8 acoplada a uma transmissão de seis velocidades. Todo o grupo propulsor gerava 620 cv (462 kW) a 10.400 rpm e 433 N-m (320 lb/ft) a 7.800 rpm. Em 2007, um novo motor foi anunciado, um motor Mecachrome 4.0 V8 que geraria 608 cv (450 kW) a 9500 rpm. O carro, sem piloto e nem fluídos, pesa 610 kg, podendo chegar a 320 km/h, segundo os organizadores.

## Campeões
| Temporada | Piloto        | Equipe      |
| --------- | ------------- | ----------- |
| 2005      | Nigel Mansell | Team Altech |
| 2006      | Eddie Cheever | Team GPM    |

## Transmissão
No Brasil, as corridas eram transmitidas pelo SPORTV e também pelo SBT, com comentários do piloto Raul Boesel.